# Río Ara (Huesca)
El río Ara es un río que transcurre íntegramente por la provincia de Huesca, al noreste de España, en la vertiente sur de los Pirineos dentro de la comunidad autónoma de Aragón.

## Etimología
El nombre de Ara podría derivar de la voz preindoeuropea "ar", que significa "corriente de agua o valle".

## Curso del río
El río Ara nace dentro del término municipal de Torla, en la provincia de Huesca. Comienza su descenso desde la falda sur del macizo de Meillón y Viñamala (Comachibosa en aragonés o Vignemale en francés), llegando a alcanzar el pico homónimo los 3298 metros de altitud.

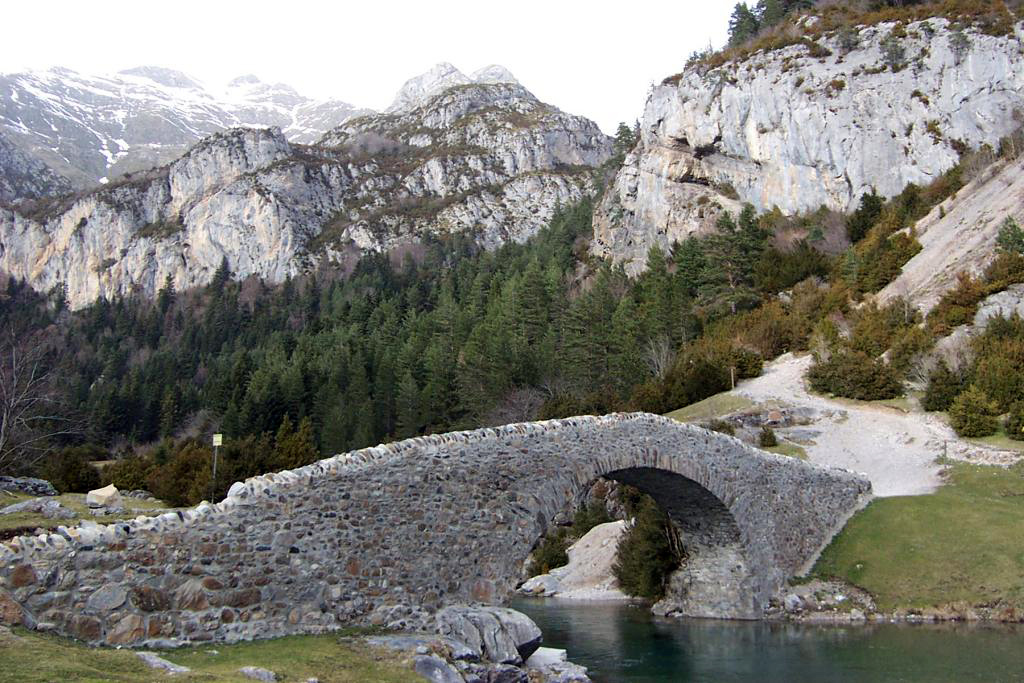
Puente románico de Bujaruelo sobre el Ara

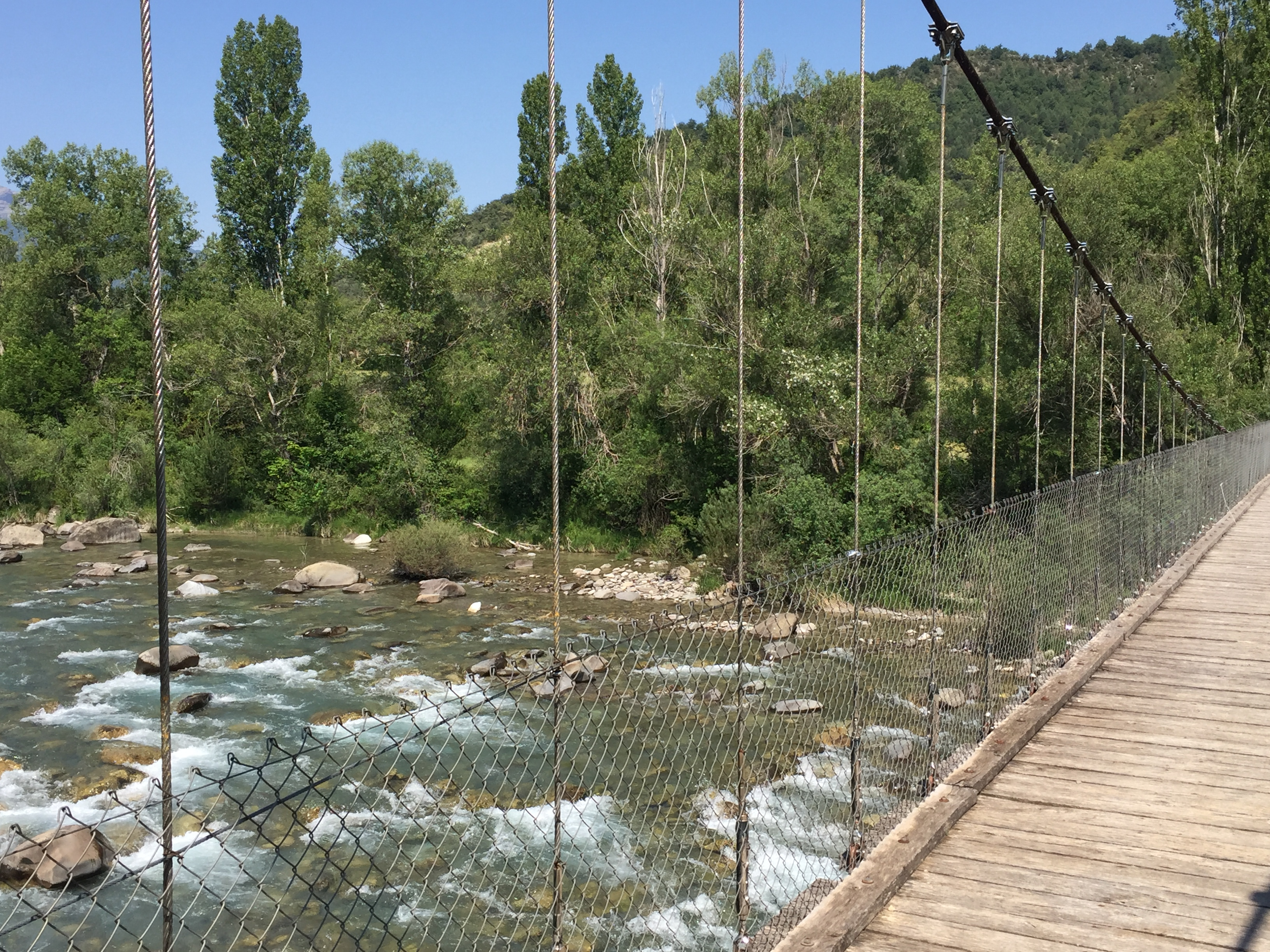
El río Ara a su paso bajo la pasarela de Lacort, en Albella.

Dentro del mismo término municipal, al río Ara pronto se unen los ríos Ordiso y Otal, y finalmente el río Arazas, junto al Puente de los Navarros, muy próximo a la localidad de Torla-Ordesa. Este último es el más importante en términos de aportación hídrica. El río Arazas, nace en el macizo de Monte Perdido, en las inmediaciones del actual refugio de Góriz, y recorre un valle labrado por el agua y los hielos: el valle de Ordesa. Toda la cuenca del río Arazas se encuentra dentro del Parque Nacional de Ordesa y Monte Perdido del Pirineo Aragonés. Su valle alto es un típico ejemplo de valle glaciar.  
Destaca también el río del Sorrosal que desemboca en Broto, y unos metros antes forma la Cascada del Sorrosal, un área natural de gran belleza, que puede resultar peligrosa en primavera debido a la gran cantidad de agua que cae desde el barranco y con especial virulencia.  
Aguas abajo se encuentra el barranco del Chate, que vierte sus aguas a la altura de la localidad de Sarvisé, perteneciente al municipio de Broto; o el barranco de San Juste (San Chuste en aragonés), que lo hace en la localidad de Lacort, perteneciente al municipio de Fiscal.  
Todos estos cauces aportan caudal prácticamente durante todo el año, y en gran volumen, especialmente en primavera que es la época del año en la que se acusa con mayor intensidad el efecto del deshielo en las cumbres del Pirineo aragonés. 
Finalmente desemboca en el río Cinca en la localidad de Aínsa, después de unos 70 kilómetros de recorrido por tierras pirenaicas.

## El embalse y la presa de Jánovas
El 14 de abril de 1951, el gobierno español de la época encargó a la empresa Iberduero (compañía eléctrica posteriormente integrada en la actual Iberdrola) el estudio para la construcción de un embalse y su presa correspondiente en el río Ara, con el fin último de obtener un aprovechamiento mixto del caudal del río, tanto para uso agrícola, fundamentalmente en el área zaragozana de Monegros, como para producción hidroeléctrica. Después de numerosos estudios, la compañía decidió que la construcción se llevaría a cabo en la entrada del largo cañón de Jánovas, localidad que pertenece al municipio oscense de Fiscal.

En 1960 se comenzó a expropiar a sus propietarios legales las tierras y edificaciones que el nuevo pantano inundaría. Entre las localidades afectadas se encontraban el propio Jánovas, Lavelilla y Lacort, todas ellas pertenecientes el municipio de Fiscal. Todo este territorio pasó finalmente a ser propiedad de la Confederación Hidrográfica del Ebro (CHE), con sede en Zaragoza y promotora de la  nueva infraestructura.

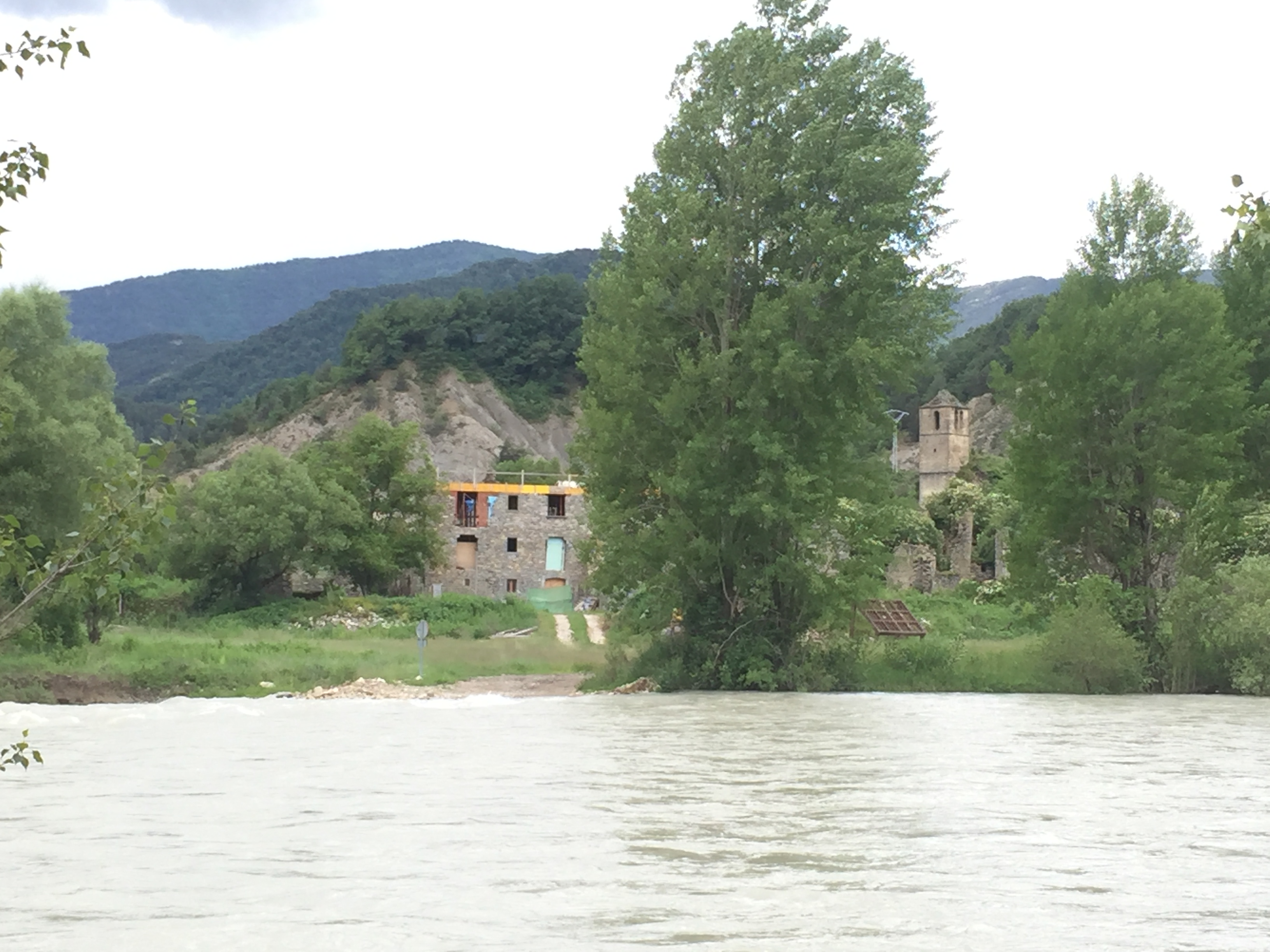
El río a su paso por Jánovas, localidad actualmente en reconstrucción.

Desde el comienzo de las expropiaciones, la resistencia de una parte de la población a abandonar sus casas y sus tierras en las localidades afectadas, llevó en algunos casos a que ciertas edificaciones fueran dinamitadas para evitar su uso. En 1966 se desalojó por la fuerza a profesores y alumnos de la escuela pública de Jánovas, ante la negativa del gobierno local a cerrarla mientras hubiese escolares en la zona. La empresa Iberduero, con la ayuda de la Confederación y el gobierno, cortó el agua y la electricidad, siguió derrumbando edificaciones, arando terrenos, talando olivos y frutales, y destruyendo las acequias de riego para forzar el desalojo. La presión y la falta de medios de subsistencia fue empujando paulatinamente a los residentes en la zona a emigrar hacia otros lugares, fundamentalmente a Zaragoza, Barcelona y Barbastro, aunque algunos de ellos se trasladaron a otras localidades de la comarca de Sobrarbe, y especialmente a Fiscal. En 1984, el desalojo se completó definitivamente.
En 2001, y ante la lentitud, casi parálisis de las obras, se realizaron nuevos estudios de viabilidad. Después de numerosos estudios geológicos de la zona, y múltiples demandas y recursos en los tribunales de justicia de todas las personas, empresas e instituciones implicadas, este proyecto se desestimó finalmente en 2005. 
Entre los principales motivos para abandonar esta gigantesca obra estuvo en primer lugar la fuerte contestación de los vecinos de la zona y de las organizaciones ecologistas a la construcción de la presa, por su fuerte repercusión social y económica en la comarca de Sobrarbe, así como su fuerte impacto ambiental. En segundo lugar estuvieron los graves problemas geológicos en el terreno que se fueron encontrando en las distintas fases de la construcción, y que hicieron inviable la obra desde el punto de vista económico. 
En 2008 comenzó el proceso de reversión de las propiedades expropiadas para la construcción de la presa a sus antiguos propietarios o herederos, proceso que sigue abierto. En 2015 comenzaron los trabajos devolver el río a al estado anterior al comienzo de las obras, y cerrar las heridas en el paisaje que estas habían dejado.

## Medio ambiente

### LIC Bujaruelo - Garganta de los Navarros
El tramo alto desde su nacimiento hasta un poco antes de la localidad de Torla-Ordesa está protegido como lugar de importancia comunitaria (LIC) y zona especial de conservación (ZEC) por su gran biodiversidad, que combina prados alpinos y espacios rupícolas. El espacio es conocido como Bujaruelo - Garganta de los Navarros.

### LIC Río Ara
El espacio fluvial desde el final del tramo Bujaruelo - Garganta de los Navarros hasta su desembocadura en Aínsa conforma un segundo LIC/ZEC que cubre el río Ara con los barrancos que desembocan en él. El Ara destaca, tras el descarte del embalse de Jánovas, como el mayor tramo fluvial pirenaico sin embalses, manteniendo una biodiversidad según el trazado frente a la homogeneización del sistema fluvial inducida por la antropización en los ríos circundantes.
El espacio se caracteriza por la calidad de las aguas, si bien algunos estudios de los invertebrados bentónicos y de las algas en el río muestran bajadas puntuales de calidad durante los meses turísticos de verano, acentuados por las fluctuaciones estacionales de caudal en esas fechas. Esto hace que sea poblado por una diversidad de peces como la trucha común, el bagre, la madrilla, el sarbo, el barbo de Graells o el barbo de cola roja, anfibios como el sapo partero, el tritón pirenaico y el sapo común y mamíferos acuáticos como el desmán de los Pirineos o la nutria europea.
Alrededor del río se articula un ecosistema con árboles como chopos, sauces, pinos y abetos, arbustos como zarzamos, bojes y ruscos y hierbas como gentianas. Dada la presencia de acantilados naturales, es una de las zonas en las que se ha sembrado la dioscorea chouardii, una planta rupícola cuyo espacio natural estaba reducido al congosto de Sopeira y que se ha tratado de expandir por los alrededores.
Ese bosque fluvial permite el desarrollo de poblaciones de insectos como el gran capricornio, el ciervo volante, la rosalia alpina o la hormiguera alpina, la polilla calimorfa, las mariposas doncella de ondas rojas y Eriogaster catax, y por reptiles como la culebra europea. Es también visitado por mamíferos pirenaicos como jabalíes, corzos y ciervos.
El entorno, que conecta al norte con el LIC de Bujaruelo-Garganta de los Navarros y a través de este con la sierra de Tendeñera y Ordesa y Monte Perdido, es visitado por treinta especies diferentes de aves. La combinación de abrigos rocosos y zonas vegetales en el valle del Ara es también importante para la preservación de murciélagos forestales y cavernarios como el murciélago de Leisler,  el murciélago mediterráneo de herradura, el murciélago pequeño de herradura, el murciélago de cuevas, el murciélago de bosque el ratonero pardo y el gran ratonero.